# Lervik och Kvarntorp
Lervik och Kvarntorp är en bebyggelse vid västra stranden av sjön Möckeln i Degerfors kommun. Bebyggelsen klassades 2020 som en småort.
En cykelväg längs länsväg 205 förbinder bebyggelsen med Degerfors i söder och Karlskoga i norr.